# 乌鲁木齐市第一中学
43°47′53″N 87°37′09″E / 43.79792°N 87.61911°E
乌鲁木齐市第一中学（維吾爾語：ئۈرۈمچى شەھەرلىك 1-ئوتتۇرا مەكتەپ‎，拉丁维文：Ürümchi Sheherlik Birinchi Ottura Mektep），简称乌鲁木齐市一中、乌市一中，是新疆维吾尔自治区乌鲁木齐市的公立高级中学，自治区重点中学之一。学校成立于1891年（清朝光绪年间），时称“新疆博达书院”，是新疆成立最早的中学。乌鲁木齐市第一中学位于乌鲁木齐市市区天山区的健康路和解放北路上，地址为健康路一巷（一中巷）。校内学生包括汉族、维吾尔族、回族、哈萨克族及蒙古族等。

## 历史
1891年8月14日（光绪十七年七月初十），新疆巡抚魏光焘在新疆迪化设立一中的前身“博达书院”，筹款生息以作经费，并任首任院长。  
1906年，改为高等学堂，附设师范馆。后又改称省立中学堂，附设初级师范馆。辛亥改革后停办。
1920年改为省立中学，时称“新疆省立中学堂”。  
1953年，学校被当时的国家政务院确定为新疆唯一的一所重点中学。  
1966年开始的文化大革命中，学校遭到沉重的打击，其间，图书馆中几乎所有的藏书（约4万册）都被席卷一空。  
1976年，文革结束，学校在名称上经历了“新疆省立中学堂”、“省立迪化一中”、“乌鲁木齐第一中学”等几个阶段之后，定现名——乌鲁木齐市第一中学。  
1982年，学校再次被列入国家首批办得好的重点中学。  
1995年，学校被评为乌鲁木齐市精神文明单位，年底又被评为自治区精神文明单位。  
2004年5月29日，总投资约2亿元的乌鲁木齐市第一中学北校成立。
2015年，乌鲁木齐市第一中学初中部的校园建成，并于2015年8月正式投入使用。
2017年，位于头屯河区的新校区落成。

## 校园设施
- 通用技术实验室（绿谷校区：实验楼2F）
- 物理实验室（绿谷校区：实验楼3F）
- 生物实验室（绿谷校区：实验楼4F）
- 化学实验室（绿谷校区：实验楼5F）
- 机房
- 音乐教室
- 美术教室
- 体育馆
- 心理辅导室
- 阅览室

## 高中部课程表
| 科目       | 高一       | 高二                         | 高二     | 高三     | 高三     |
| 科目       | 高一       | 理科                         | 文科     | 理科     | 文科     |
| 语文       | 6          | 6                            | 6        | 7        | 7        |
| 数学       | 6          | 6                            | 6        | 7        | 7        |
| 英语       | 6          | 6                            | 6        | 7        | 7        |
| 物理       | 5          | 5                            | （结课） | 6        | （结课） |
| 化学       | 5          | 5                            | （结课） | 6        | （结课） |
| 生物       | （未开课） | 5（第一学期）／6（第二学期） | 3        | 6        | （结课） |
| 思想政治   | 2          | 2                            | 5        | （结课） | 6        |
| 历史       | 3          | （结课）                     | 5        | （结课） | 6        |
| 地理       | 3          | （结课）                     | 5        | （结课） | 6        |
| 信息技术   | 1          | （结课）                     | （结课） | （结课） | （结课） |
| 通用技术   | （未开课） | 1                            | 1        | （结课） | （结课） |
| 体育与健康 | 2          | 2                            | 2        | 2／0     | 2／0     |
| 音乐       | 1          | 0                            | 0        | 0        | 0        |
| 美术       | 0          | 1                            | 1        | 0        | 0        |
| 心理健康   | 1／0       | 1／0                         | 1／0     | 1／0     | 1／0     |
| 研究性学习 | 1／0       | 0                            | 0        | 0        | 0        |
| 阅览       | 1          | 1                            | 1        | 0        | 0        |
| 体活       | 1          | 1                            | 1        | 0        | 0        |

所学学业水平考试选考模块：
物理：选修3-1
化学：选修1（化学与生活）
信息技术：选修1（算法与程序设计）
补课：高一、高二每节40分钟，高三上午每节80分钟，下午每节40分钟。
全市高三模考：
一模：语文、数学、英语的考试范围、时间、题型、分值与高考相同。其余每门课满分100分且考试时间为100分钟。物理考试范围为必修模块和选修3-1、选修3-5，化学考试范围为必考模块，生物、思想政治、历史、地理考试范围为必修内容。
二模、三模：各门课考试范围、时间、题型、分值与高考相同。

## 高中部教材

### 语文
- 必修1
- 必修2
- 必修3（含自读课本）
- 必修4（含自读课本）
- 必修5
- 选修《中国古代诗歌散文欣赏》
- 选修《中国文化经典研读》
- 选修《中国小说欣赏》

### 数学
- 必修1
- 必修2
- 必修3
- 必修4
- 必修5
- 选修1-1（文科）
- 选修1-2（文科）
- 选修2-1（理科，理科特长班会在文理分科之前发此书）
- 选修2-2（理科）
- 选修2-3（理科）
- 选修4-4《坐标系与参数方程》
- 选修4-5《不等式选讲》

### 外语

#### 英语
- 必修1（含2张光盘）
- 必修2（含2张光盘）
- 必修3（含2张光盘）
- 必修4（含2张光盘）
- 必修5（含2张光盘）
- 选修6
- 选修7
- 选修8
- 选修9
- 选修10

### 思想政治
- 必修1《经济生活》
- 必修2《政治生活》
- 必修3《文化生活》
- 必修4《生活与哲学》

### 历史
- 必修1
- 必修2
- 必修3
- 选修1《历史上重大改革回眸》（文科）
- 选修3《20世纪的战争与和平》（文科）
- 选修4《中外历史人物评说》（文科）

### 地理
- 必修1
- 必修2
- 必修3
- 选修3《旅游地理》（文科）
- 选修6《环境保护》（文科）

### 物理
- 必修1
- 必修2
- 选修3-1
- 选修3-2（理科，理科特长班会在文理分科之前发此书）
- 选修3-3（理科，不发学生用书）
- 选修3-4（理科）
- 选修3-5（理科，理科特长班会在文理分科之前尚未发此书时学习第十六章“动量守恒定律”并在高一下学期第二次月考中单独命题进行考察）

### 化学
- 必修1
- 必修2
- 选修1《化学与生活》
- 选修3《物质结构与性质》（理科，理科特长班会在文理分科之前发此书）
- 选修4《化学反应原理》（理科，理科特长班会在文理分科之前发此书）
- 选修5《有机化学基础》（理科）

### 生物
- 必修1《分子与细胞》（含实验报告册）
- 必修2《遗传与进化》（含实验报告册）
- 必修3《稳态与环境》（含实验报告册）
- 选修1《生物技术实践》（理科）
- 选修3《现代生物科技专题》（理科）

### 技术

#### 信息技术
- 必修《信息技术基础》（含1张光盘）
- 选修1《算法与程序设计》

#### 通用技术
- 必修1《技术与设计1》（含1张光盘）
- 必修2《技术与设计2》（含1张光盘）

### 音乐
- 必修《音乐鉴赏》

### 美术
- 《美术鉴赏》

## 友好学校
- 成都市第七中学
- 清华大学附属中学
- 哈尔滨市第三中学
- 新北市私立南山高級中學
- 大阪府立守口东高等学校